# Lasioglossum eschaton
Lasioglossum eschaton är en biart som beskrevs av Ebmer 1995. Lasioglossum eschaton ingår i släktet smalbin, och familjen vägbin. Inga underarter finns listade i Catalogue of Life.